# الیس باکای
الیس باکای (آلبانیایی: Elis Bakaj؛ زادهٔ ۲۵ ژوئن ۱۹۸۷) بازیکن فوتبال اهل آلبانی است.
از باشگاه‌هایی که در آن بازی کرده‌است می‌توان به باشگاه فوتبال پارتیزانی تیرانا، باشگاه فوتبال دینامو تیرانا، باشگاه فوتبال شاختیور سالیهورسک، باشگاه فوتبال دینامو بخارست، باشگاه فوتبال اسپلیت، باشگاه فوتبال داینامو برست، باشگاه فوتبال ولازنیا اشکودر، باشگاه فوتبال تیرانا، و باشگاه فوتبال چورنومورتس اودسا اشاره کرد.
وی همچنین در تیم‌های ملی فوتبال زیر ۲۱ سال آلبانی و آلبانی بازی کرده‌است.